# Meppel

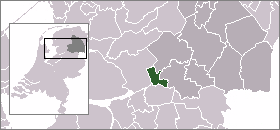

Meppel är en kommun i provinsen Drenthe i Nederländerna. Kommunens totala area är 56,98 km² (där 1,30 km² är vatten) och invånarantalet är på 30 415 invånare (2005).
Scania har produktion på orten sedan 1960-talet då Be-Ge karosserifabrik startade upp en fabrik.